# Parapodisma tenryuensis
Parapodisma tenryuensis är en insektsart som beskrevs av Kobayashi 1983. Parapodisma tenryuensis ingår i släktet Parapodisma och familjen gräshoppor. Inga underarter finns listade i Catalogue of Life.